# Ducat de Maqueda
El Ducat de Maqueda és un títol nobiliari espanyol creat per Carles I d'Espanya, a favor de Diego de Cárdenas i Enríquez, I Avançat major del regne de Granada.
Diego de Cárdenas i Enríquez era fill de Gutierre de Cárdenas, VII senyor de la vila de Cárdenas, senyor de Maqueda, senyor de Torrijos i senyor d'Elx, i de Teresa Enríquez, qui era filla natural d'Alonso Enríquez, III Almirall de Castella, II  comte de Melgar que la va tenir amb Maria Alvarado i Villagrán.
La seva denominació fa referència a la localitat de Maqueda a la província de Toledo.